# Stichopus sitchaensis
Stichopus sitchaensis är en sjögurkeart som först beskrevs av Brandt 1835.  Stichopus sitchaensis ingår i släktet Stichopus och familjen signalsjögurkor. Inga underarter finns listade i Catalogue of Life.